# 沈丘县第二高级中学
沈丘县第二高级中学，简称“沈丘二高”，是河南省沈丘县的一所公立高级中学，创建于1996年。学校占地143亩，建筑面积7万多平方米。现有88个教学班，在校学生近7000人，现有教职工494人。

## 历任校长
历任校长如下：
- 第一届（1996.8—1999.2）：李尊一
- 第二届（1999.2—2002.7）：韩学义
- 第三届（2002.7—2008.9）：许忠臣
- 第四届（2008.9—2011.7）：孟昭中
- 第五届（2011.7—至今）：任家勤

## 课外活动
学生的课外活动有40华里远足、烈士陵园扫墓、学校运动会、拔河比赛、歌咏比赛、书法展等，在新冠肺炎疫情期間，多暫停辦理。

### 校内社团
校内社团如下：
- 文学类：文学社、鲁迅文学社、诗文社
- 艺术类：话剧社、合唱社、舞蹈社
- 竞技类：篮球社、羽毛球社、乒乓球社
- 其他：科创家族社团